# Сокольское движение

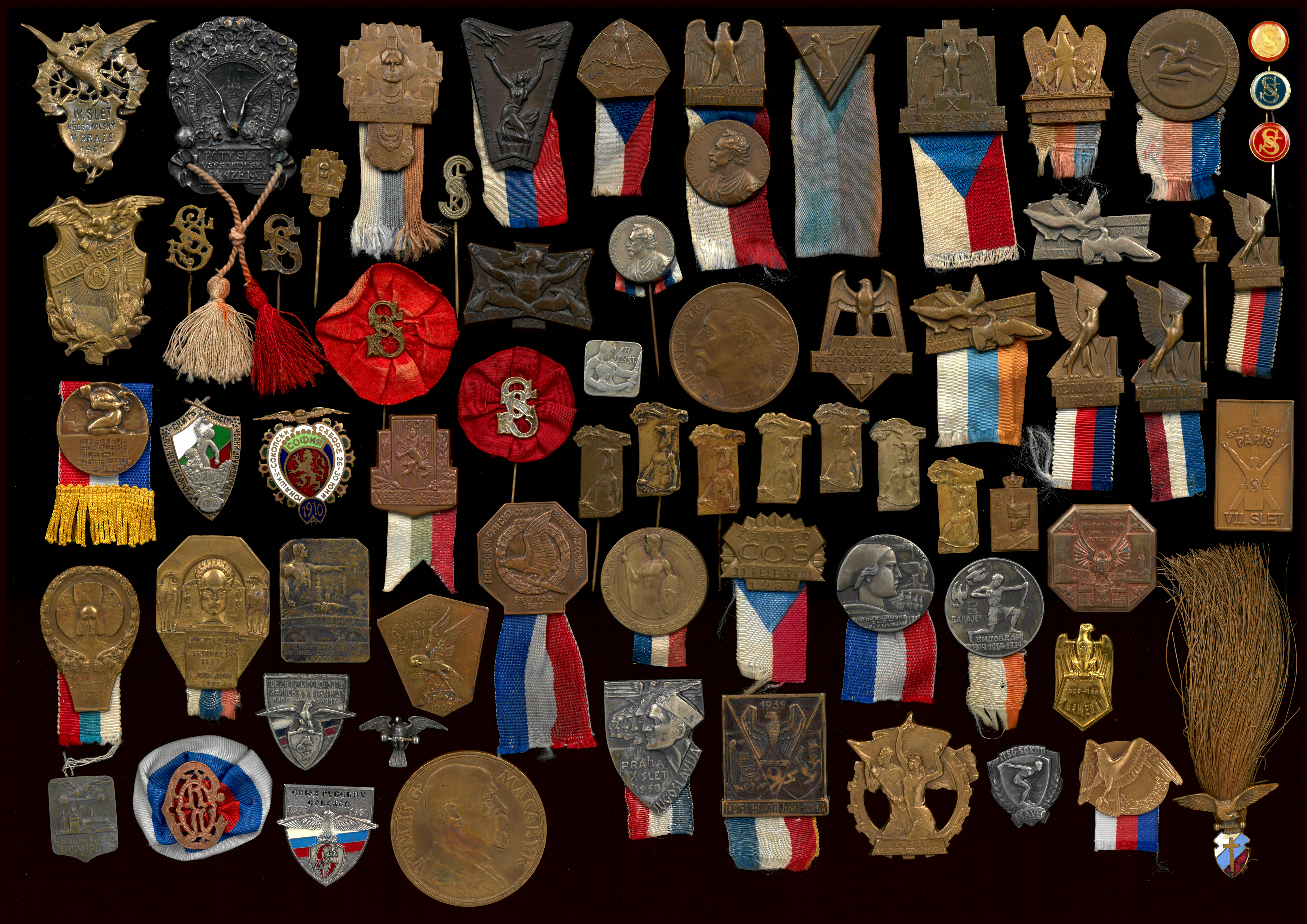
Нагрудные знаки и медали сокольского движения. Богемия и Хорватия в Австро-Венгрии, Первая Чехословакия, Королевство сербов, хорватов и словенцев / Югославия, Российская империя, русская эмиграция, Королевство Болгария, Вторая Чехословакия, Чехия, Российская Федерация. 1901—1994. Из коллекции Михаила Тренихина

Со́кольское движе́ние (чеш. Sokol) — общественно-политическое спортивное движение, основанное в Праге в 1862 году Мирославом Тыршем и Йиндржихом Фигнером  , по примеру немецких гимнастических обществ .
Сокольские организации имели целью создание здорового физически и морально поколения, воспитанного на национальных и демократических началах, и объединение народа.
Сокольское движение продолжает существовать по настоящее время[когда?]. Хотя официально движение является неполитическим, оно было важным носителем и распространителем идей чешского национализма и панславизма. Статьи, публикуемые в журнале «Sokol», лекции, читаемые в сокольских библиотеках и театрализованные представления на массовых спортивных фестивалях, называемых «слётами», помогали создавать и распространять чешскую националистическую мифологию.

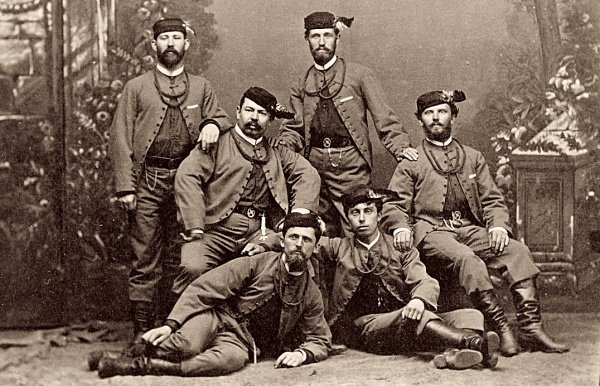
Члены клуба «Сокол» в форме, 1880-е,
фотография Šechtl and Voseček

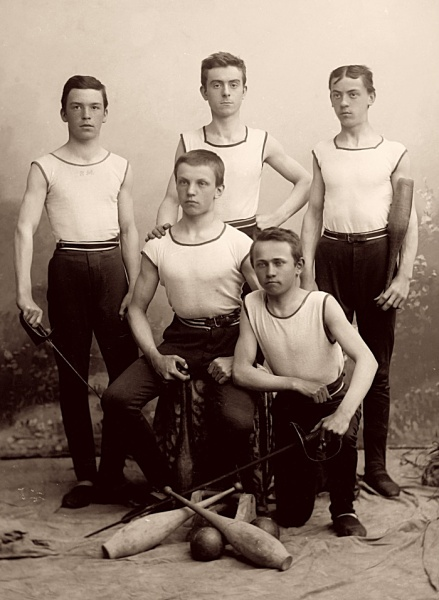
Члены клуба «Сокол» в спортивных костюмах, прибл. 1900,
фотография Šechtl and Voseček

## История движения в Чехии

### Основание
Мирослав Тырш, ключевая фигура начального периода истории сокольского движения , родился в немецкоязычной семье в Австрийской империи в 1832 году. Тырш вырос под влиянием идей романтического чешского национализма. Изучал философию в Карловом университете в Праге. В 1862 году он участвовал в учреждении первого сокольского гимнастического общества "Пражский Сокол", соединявшего спортивные тренировки и идеологию чешского национализма.
Из различных видов спорта приоритет отдавался маршировке, фехтованию, лёгкой и тяжёлой атлетике. «Сокол» также работал над созданием чешской спортивной терминологии. Была создана форма, объединявшая славянские, революционные и иные элементы, включая немецкую турнерскую куртку, черногорскую шапку и красную гарибальдийскую рубашку.
Первые лидеры Пражского Сокола вышли из рядов политиков, а участники из мелкой буржуазии и рабочих. Большинство основателей были членами партии младочехов. Власти Австро-Венгрии внимательно наблюдали за движением.

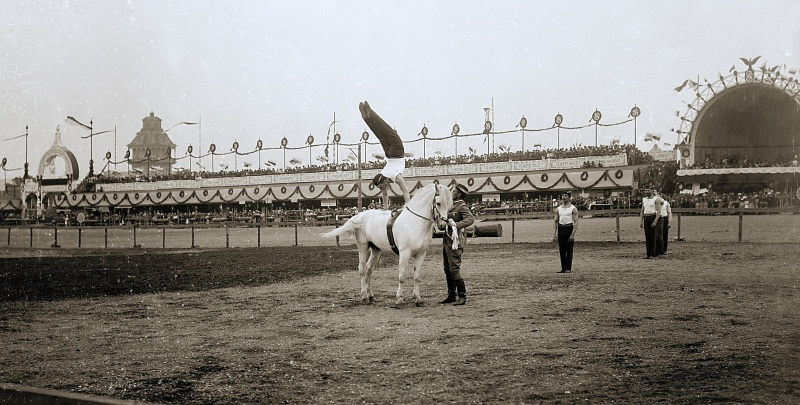
Прыжок через лошадь на четвёртом слёте, 1901,
фотография Šechtl and Voseček

### 1860—1870-е
Уже в первые годы сокольское движение получило распространение за пределы Праги, а именно в богемской провинции и в Моравии, а также в Крайне. Поначалу большинство членов были из студентов и интеллигенции, но со временем росло число рабочих. Начиная с австро-прусской войны 1866 года обучение в чешском «Соколе» стало более военизированным. Членов «Сокола» приглашали для поддержания порядка на массовых мероприятиях и при наступлении чрезвычайных ситуаций.
В 1871 году в Праге был основан журнал "Sokol" . В 1870-х шли внутренние споры между более консервативными «старочехами», которые выступали за менее политический характер организации, и «младочехами», которые выступали за прямое участие в политике. Младочехи также выступали за расширение массовой базы организации и более широкое участие рабочего класса. Предметом спора была также необходимость использования неформального обращения ты, принятого в движении .

### 1880—1890-е
В 1882 году состоялся первый сокольский слёт, в котором участвовало1572 человека, который стал традицией движения. Мероприятие носило название «Юбилейного торжества “Пражского Сокола”» и только позднее начало обозначаться как «слёт». Слёты включали в себя торжественные церемонии открытия и закрытия, массовые демонстрации, спортивные соревнования, речи, театрализованные представления. В 1884 году в Опаве появилось первое сокольское общество на территории Австрийской Силезии. В 1889 году габсбургские власти разрешили создание центральной организации Чешского сокольского союза (Česká obec sokolská, ČOS). Было создано централизованное управление всеми соколами в Чехии и отправлены тренеры-пропагандисты «Сокола» в другие славянские государства и страны. Сокольские организации были созданы в Кракове, Любляне, Загребе и даже Российской империи. В 1889 году члены пражского Сокола поехали на всемирную выставку в Париж, где они получили несколько медалей, установили связи с французскими гимнастами и публикой. Соколам приписывается начало французской симпатии к чехам. В 1890-е соколы преобразовали свои программы обучения, разделив их по интенсивности тренировок и создав программы для молодёжи и женщин для привлечения большего количества членов. Идеология движения сместилась в сторону массовости и рабочего эгалитаризма. Второй слёт прошёл в 1891 году (участвовало более 5 000 соколов), а третий в 1895 году.
Вскоре после третьего слёта съезд Чешского сокольского союза принял новую программу развития движения. Было решено развивать более доступные формы тренировки, с меньшим уклоном в соревнования и с большим в так называемую «Сокольскую гимнастику», включающую не только физическое, но и духовное развитие.

### XX и XXI век
Увеличение влияния чешской социал-демократической партии отразилось на сокольской политике. Социал-демократы создали конкурирующие спортивные общества под названием "Рабочее спортивное общество" (Dělnická tělovýchovná jednota или DTJ). После упадка партии младочехов большая часть руководства «Сокола» была связана с чешской национал-социальной партией и критиковала социал-демократов как «немцев» и «евреев». В «Соколе» была проведена «чистка», в ходе которой часть членов общества перешла в DTJ. В то же время христианско-социалистическая партия основала ещё одно соперничающее спортивное движение, под названием «Орёл».
Четвёртый слёт (более 12 тысяч соколов), прошедший в 1901, был интернациональным, на нём присутствовали делегации от поляков Галиции, словенцев, хорватов, русских, болгар, сербов, черногорцев и даже французов и американцев. В слёте также впервые участвовали женщины, число которых в движении продолжало расти в последующие десятилетия. В пятом слёте в 1907 участвовало более 12 000 человек.
В 1908 году возник Союз славянского сокольства.
На съезде Чешского сокольского союза в 1910 было решено ослабить строгие правила членства, допустив социал-демократов к участию в движении. Однако клерикалы по-прежнему не допускались в соколы. В 1912 был проведён первый Всеславянский слёт (Všeslovanský slet) под эгидой Союза славянского сокольства, в котором участвовало более 30 тысяч соколов.
С началом Первой мировой войны Союз славянского сокольства приостановил свою деятельность в 1914 году, а Чешский сокольский союз был распущен в 1915. Многие члены движения агитировали за сдачу в плен и переход на сторону России. Некоторые из них участвовали в создании Чехословацких легионов.
В 1918 году Чешский сокольский союз возобновил свою деятельность, а в 1920 году принял название "Чехословацкий". Межвоенный период был временем расцвета «Сокола». К 1930 он насчитывал 630 000 членов. В 1941 году в период немецкой оккупации движение было запрещено.
В 1948 был проведён ещё один слёт, но после этого движение было снова запрещено властями. Коммунистическая партия старалась заменить традицию слётов во многом похожими на них Спартакиадами. Несколько небольших сокольских групп были основаны чешскими эмигрантами.
После падения коммунистического режима в 1990 году движение было восстановлено, и в 1994 году в Праге был проведён новый слёт (23 000 соколов). Однако в настоящее время популярность «Сокола» в Чехии намного меньше, чем в межвоенный период. Следующие пражские слёты были проведены в 2000 году (25 000 соколов), в 2006, 2012, 2018 и 2024 году.

## История движения в России
Согласно данным историографии, накануне Первой мировой войны в Российской империи действовало более 50 сокольских обществ, а в российских учебных заведениях работало более 200 чешских преподавателей сокольской гимнастики.
После нескольких лет нахождения в лагерях перемещённых лиц на территории Германии правление «Союза Русского Сокольства» переехало в США, где активно работало в 1950—1970-е годы.

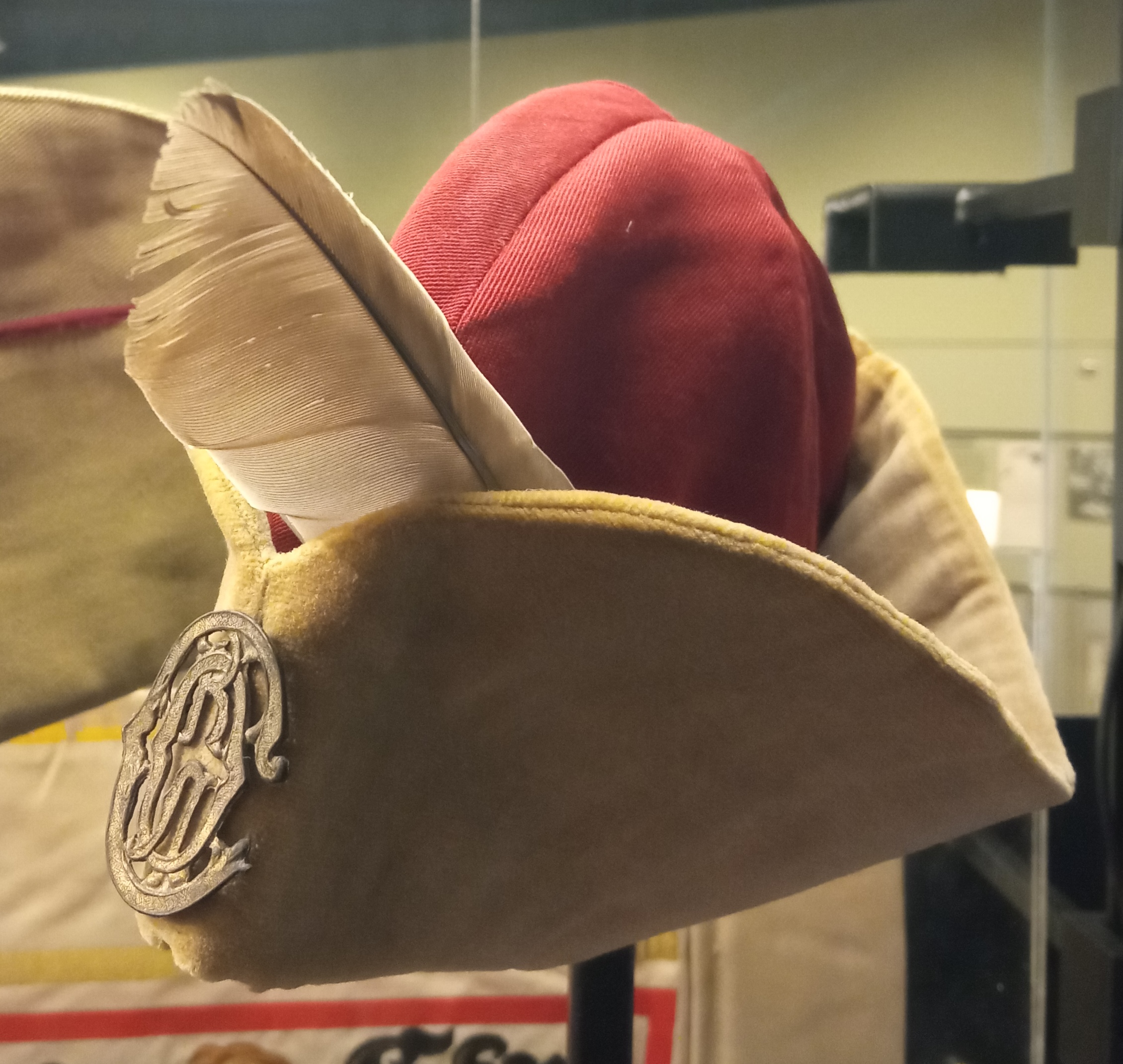
Пилотка «Русского Сокола». Сан-Франциско. 1950—1960-е годы.
Из собрания музея Дома русского зарубежья им. Александра Солженицына